# 歼-11
殲-11戰鬥機（缩写：J-11；代号：“应龙”）是中華人民共和國生产的一种重型第四代战斗机。殲-11A是瀋陽飛機公司获得苏霍伊航空集团Su-27SK的授权生产型号，由俄羅斯供應零件與系統後建立生產與組裝能力。殲-11B和殲-11BS是瀋飞未經授權生產的Su-27SK和Su-27UBK的變體，在保留包括原气动外形等特性的情况下加上了中国国产的航电、雷达、武器系统等和涡扇-10发动机，并优化内部结构提高了机体寿命。
即便歼-16和歼-20已经形成了足够的规模，但歼-11战斗机仍是中国人民解放军执行远程空优作战并夺取制空权的主要力量之一。

## 历史

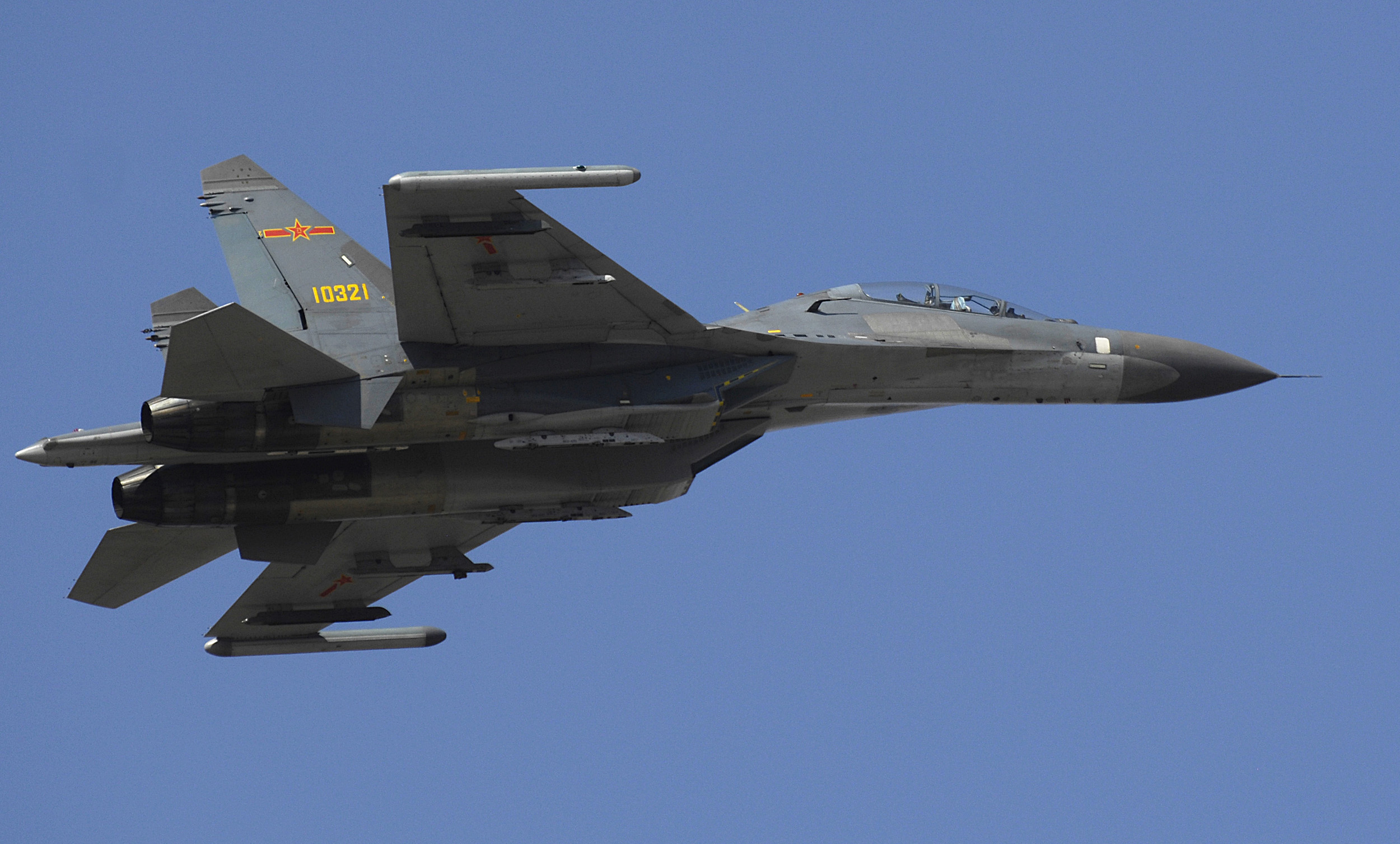
中國人民解放軍空軍的Su-27UBK战机，攝於2007年3月24日，美國參謀長聯席會議主席海軍陸戰隊上將彼得·佩斯訪問中國人民解放軍空軍第一師駐地鞍山騰鰲機場期間。此為1991年中國向蘇聯引進的首批Su-27戰鬥機之一。

1980年代苏共中央总书记戈尔巴乔夫決定改善中蘇關係访问北京。莫斯科迫切希望改善与北京的敵對关系，戈尔巴乔夫为此試圖送出了一份厚礼——军事和解。1989年9月苏联《红星报》甚至发表了对总参谋长沙波什尼科夫大将的专访，他表示如果中国希望获得米格-29之类的高性能飞机，“苏联政府认为不存在政治障碍”。外界把他的话看作是後來重启中苏航空合作的发轫。
当时苏-27因其性能先进，只装备苏联国土防空军，即便在苏联国内也没多少人知道它的存在。正因如此苏联在最初的口頭交流中，沒提到出售苏-27，兩者點到為止。但1989年發生六四事件，使中國與西方關係突然惡化，而隨後被禁運武器。1990年5月31日由中共中央军委副主席刘华清率领的高级别代表团，為此拜門访问了莫斯科。这次访问中双方签署了《会议纪要》，中国购买苏联武器的工作进入程序化谈判阶段。正是在那次会谈中，中国军人了解到除了米格-29战斗机之外，苏联还有更先进的苏-27。
苏联空军在机密的库宾卡基地向客人们现场展示了苏-27战机。苏-27的优越性能让中方大为赞赏，坚定了中方引进苏-27的决心。据米高揚設計局总设计师别里雅柯夫回忆，苏联真正希望推销的是米格-29，因为该机航程短，属于战术飞机。但在会谈中途休息和进餐的过程中，那些曾在苏联留学的中方领导人与苏方领导人共同回忆起两国并肩前进的岁月。而身为中俄混血儿的林虎将军也追忆起在朝鲜战争时期与苏联飞行员共同作战的故事，苏联官员被那段激情燃烧的岁月所感染。在中方代表团即将离开之际，苏方代表突然向中方转达说：可能苏联政府原则上會批准出售苏-27给中国。沒多久後蘇聯解體，加上經濟的因素之後，事情就這樣確定了下來。
1992年6月27日首批共12架苏-27战斗机，其中包括8架苏-27SK单座型和4架苏-27UBK双座教练型，由俄罗斯后贝加尔军区吉达机场起飞，经蒙古于当日上午10时15分安全飞抵中国空军芜湖基地。苏-27正式加入了解放军空军装备序列。1992年11月8日，所有订购的战斗机全部交付，因负责生产苏-27UBK的伊尔库茨克飞机制造厂当时已停产，解放军订单不足以重启生产线，首批引进的苏-27UBK中有苏-27UB掺杂其中，经中方交涉，额外得到了两架供研究测试使用。对于俄罗斯来说，似乎更愿意向中国销售的是产品而不是技术。但在中国方面强烈要求技术转移，否则该机的采购量将不超过48架，在此压力下双方于1993年8月展开谈判。在经过3年的拉锯之后，1996年12月6日，俄中签订了转让苏-27生产许可证的协定，整个合同总额估计为25亿美元。
根据合同，中国在中国航空工业第一集团属下的沈阳飞机制造公司（112厂）在15年时间内制造200架苏-27（年产约14架），其中第一批苏-27的机体全部由KnAAPO提供，以后批次的机体逐步过渡到由中国航空工业根据俄罗斯转让的全套工艺文件自行制造，但俄罗斯仍然提供全部200架飞机所需的发动机、雷达及电子设备、机载武器。中国沈阳生产的苏-27不允许出口给第三国。如果生产数量达不到要求可以要求俄罗斯生产。

## 进程
1990年代中国空军的装备显现出不敌世界先进国家的状况。中共中央、国务院和中央军委决定从俄罗斯引进苏-27（称其为“十一号”工程）的生产许可证，建立飞机生产线。1992年时任美国总统老布什向中華民國出售150架F-16 Block 20战斗机，此后不久台湾海峡导弹危机爆发，更是加速了这一决策。
1990年9月17日，包括多位高级将领在内的中国军事代表团参观了莫斯科城外的库宾卡空军基地，此基地是俄罗斯军事航空的重要试飞基地。当时被各国传媒吹得神乎其神的米格-29做了飞行表演，不想进行到一半的时候，一架米格-29做低空特技时突然坠毁，机毁人亡。据传当时苏联拒绝了中国购买苏-27的要求，极力推荐米格-29。但中国清楚的知道米格-29和苏-27相比，只不过是一种中小型前线战斗机。苏-27采用模拟式电传操纵系统，虽然比不上西方数字电传操纵，但比起米格-29的液压操纵有實质的飞跃。
苏-27使用的AL-31F涡扇发动机也比米格-29使用的RD-33推力更大，在推重比和使用寿命上更是远胜后者。因此中国绝对不会要性能差劲的米格-29，而是选择一定数量的优秀的苏-27配以研制中的国产中等性能战斗机，形成21世纪中国空军战斗机的主力。 
1991年中国花费约10亿美金向俄罗斯订购第一批24架苏-27，其中18架单座，6架双座。随后在1995年订购第二批22架，其中16架单座，6架双座。
1996年12月6日，中俄双方政府经过长时间的谈判达成协议，由俄国提供技术与飞机零件，协助沈阳飞机公司在中国生产最多200架苏-27SK战斗机生产许可证的合同，总价值25亿美元（一说60亿美金），协议中还限制中国不能对外出口。协议规定首先由阿穆尔共青城制造厂提供全套部件，由中国组装然后再逐步国产化。引进中国后改称的机型称为歼-11飞机，该机是一型双发动机、重型、远程及全天候制空战斗机。
1998年9月1日首批苏-27SK由俄罗斯人员试飞成功。
1998年年底至2002年9月，沈飞公司获得国产苏-27的主导权。从俄罗斯订购的SK成品机在80架左右，整个协议的金额约60亿美元，关于苏-27的中俄协议分两部分，一是改造沈飞引进生产线仿制；二是俄罗斯向中国提供苏-27SK的成品及散件，总数量为200架。先引进24架苏-27SK成品，后由中国组装进口散件。根据协议，俄方分3年提供120套散件，由沈飞公司组装，并且按照20%的年进度将苏-27国产化。由俄方提供技术支援与人员培训，并且与中方合作改建沈阳飞机工业公司。沈飞公司先后搭建了总装、试飞、预总装、部装及零件制造的生产线，用近4年时间，建立了一整套第三代重型歼击机的研制生产线，并且顺利通过国家验收委员会的总验收。苏-27与全国产化的歼-11战斗机的国产化分為多个步骤發展，开始时进行进口组装，之后不断提高国产率，最后仿制雷达及发动机，以至全面实现国产化。最初采用散件组装的形式，至2002年根据传媒报道，组装已获得成功。此后进而谋求提高国产化程度，逐步加入自己的产品和改进，例如比俄罗斯相应产品更為優秀的国产电子设备等，最终彻底地提高了国产歼-11的技术水平。
中国从俄罗斯订购的苏－27系列战斗机75％以上都是由加加林共青城飞机生产联合公司制造厂生产的。中国苏-27的订货不仅拯救了该厂，还带动了为该公司配套的生产链，也帮助中国完成了苏-27的部分组装工作。
1999年9月后，苏-27开始交付部队。
1998年12月16日，沈阳飞机公司组装的苏-27成功试飞，由首席试飞员空军第一试飞大队大队长付国祥执行。军委领导亲自观摩了首飞过程。 
1999年12月，中国第三次与俄罗斯签订合同，购买28架苏-27双座机。此决定缩短了中国航空装备与先进发达国家的差距，加快了中国国防现代化的步伐。
至2013年4月中國已經在俄製戰機的基礎上成功研製了殲-11A，殲-11B和殲-11BS、殲-11D戰機。

## 衍生型

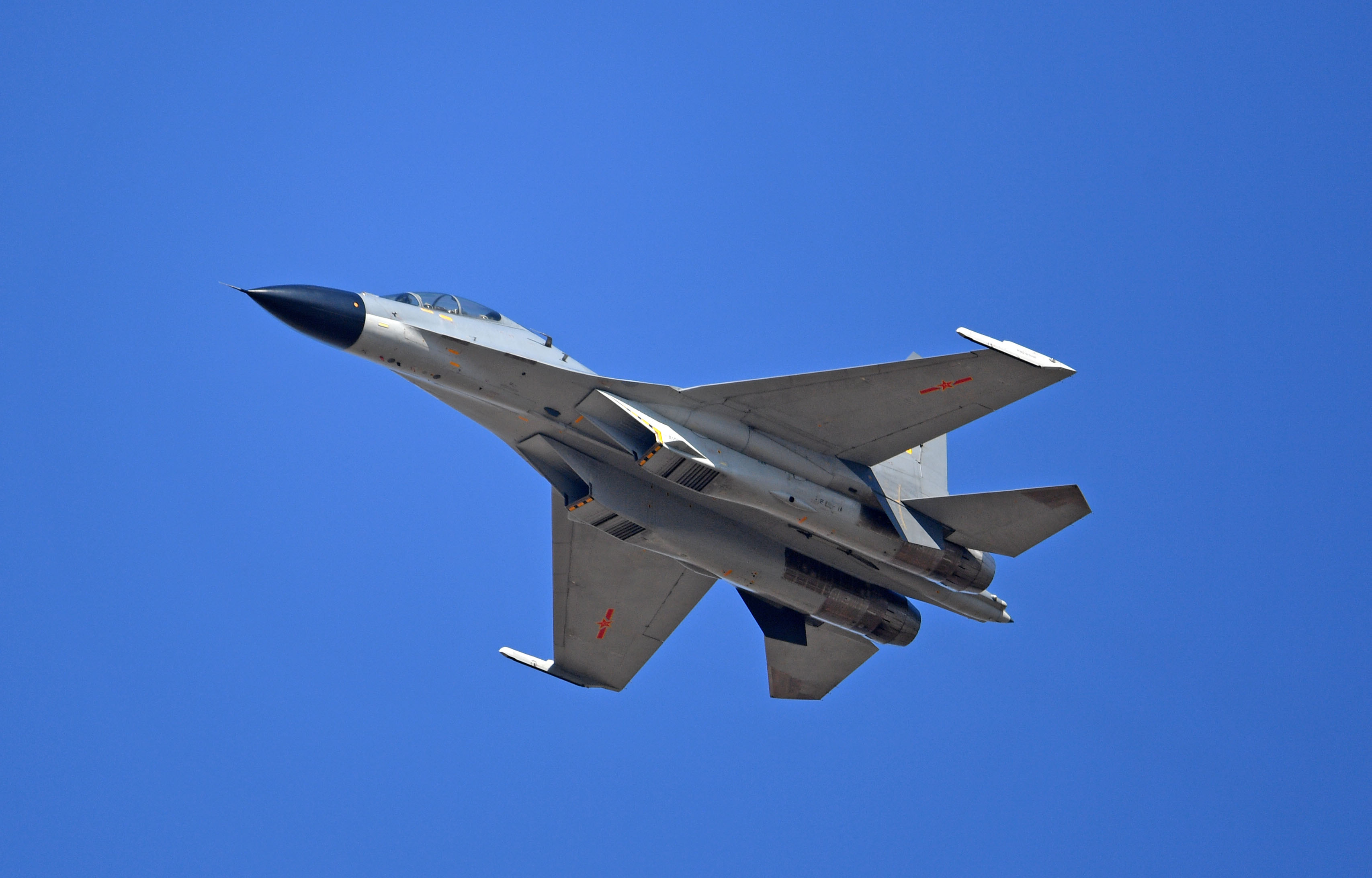
殲-11BS

- 殲-11A

俄羅斯零組件在瀋陽飛機公司組裝的原始型號，生產了104架。原始提供組件為SU-27SK標準，但目前服役之殲11A已換裝國產飛彈警告系統。歼-11A是直接从苏联/俄罗斯购买的苏-27SK，以及引进苏-27SK成品零部件并在中国国内生产线组装成的战斗机，没有或只有极少量的中国国产化零部件。於2007起停產。
- 歼-11B/BH

殲11B為中華人民共和國嘗試以全自產自製改良型Su-27。歼-11B飞机实现了机体平台、材料、动力装置等的全面国产化。配装了自主研制的先进飞控系统、雷达火控系统、高度综合化的航电和武器系统，飞机综合性能明显优于歼-11A。原型机生产6架，首飞员为毕红军。H為海軍版。
歼-11B在苏-27SK的设计基础上，换装了中国产综合航电武器系统、雷达、全玻璃化座舱、四余度数字式电传操纵系统等核心部件，还装备了红外搜索跟踪系统（IRST）。最初的6架原型机除了第一批次歼-11B继续装备AL-31以外，其他批次都换装了涡扇-10“太行”涡轮风扇发动机，发动机推力比AL-31系列更大。通过航电替换和新型复合材料应用，歼-11B在空重上比歼-11减少700公斤，机体寿命比原来增加了1万小时，同時提高了隐身性能，雷达反射面积由15平方公尺减少到4平方公尺，而且歼-11B已经实现电子战设备完全内置，而歼-11A仍需外挂电子战吊舱。同时歼-11B的雷达罩从苏-27和歼-11A的向上开启改为向侧面开启，因此雷达罩外形及连接方式有明显变化。
英國《簡氏防務週刊》推测，殲-11B能同時探測20個目標，並攻擊其中的6個，而早期的苏-27只能攻击两个。而且殲-11B還比蘇-27增強了對地攻擊能力，從而成為真正意義上的重型多用途戰機。
于2013年停产。
- 殲-11BS/BSH

殲-11B的雙座型，并且采用电传飞控技术。H為海軍版
- 殲-11D

機首雷達罩變更，外界認為該改良是更換主動電子掃描陣列雷達，且改進航電之改型，目前已终止研发，转为改装升级歼-11B。
- 殲-11BG

2017年為了補充軍改後的機隊而恢復生產殲-11B，將全面升級航電並裝備有源相控陣雷達（AESA）。

## 用戶
- 中国
  - 中國人民解放軍空軍

歷史用戶
- 中国
  - 中國人民解放軍海軍航空兵（已轉隸空軍）

## 事故
- 2017年11月7日，解放軍西部戰區飛行中隊長黃鵬駕駛殲-11B戰機，在進行訓練中突然發生飛行事故，黃鵬因保护人民财产安全錯過了最佳逃生時間而遇難，年僅30歲。[12][13]

## 技術規格
参考资料：
基本信息
- 机组：1
- 長度：21.9米（71英尺10英寸）
- 翼展：14.7米（48英尺3英寸）
- 高度：5.92米（19英尺5英寸）
- 机翼面积：62.04平方（667.8平方英尺）
- 空重：16,380（36,112磅）[16]
- 总重：23,926（52,748磅）
- 最大起飛重量：33,000（72,753磅）
- 燃料容量：9,400（20,700磅）（内燃油）[17]
- 发动机：2台涡扇-10A[18][19]后燃涡扇发动机，每台89.17千牛頓（20,050磅力）推力 干推力，132千牛頓（30,000磅力） 带后燃器

性能
- 最大速度：2,500每小時（1,553英里每小時；1,350節）
- 最大速度：2.35馬赫
- 航程：3,530（2,193英里；1,906海里）
- 戰鬥航程：1,500（932英里；810海里）[20]
- 升限：19,000（62,000英尺）
- 过载限制：+9
- 爬升率：300每秒（59,000英尺每分鐘）[21]

武器

- 1 x GSh-30-1 30毫米機炮，150發子彈[22]
- 8,000（18,000磅）的10個掛載點[22]
  - 6枚中程空對空飛彈 例如R-27“杨树”中程空对空导弹、R-77“蝰蛇”中程空对空导弹，或PL-12中程空对空导弹[22]
  - 短程空對空飛彈 例如R-73“箭手”短程空对空导弹、PL-8短程空对空导弹
  - Kh-31反輻射飛彈，Kh-29L/T 空對地飛彈（英语：Kh-29） (雷射/電視 雙導引)
  - KAB-150和UAB-500智慧炸彈 ( 雷射/電視/紅外線導引 )[22]

## 外部連結
- 殲-11戰鬥機，中國人民解放軍空軍

## 参見
- 米格1.44
- Su-47
- 幻象4000
- F-15
- Su-35